# ۱۰۸ پادشاه دیو سرشت
۱۰۸ پادشاه دیو سرشت (انگلیسی: 108 Demon Kings) فیلمی پویانمایی رایانه‌ای در سبک ماجرایی، خانوادگی است که در سال ۲۰۱۵ منتشر شد. داستان فیلم در کشور چین و در قرن دوازدهم میلادی اتفاق می‌افتد.